# Baréin en los Juegos Olímpicos de Barcelona 1992
Baréin estuvo representado en los Juegos Olímpicos de Barcelona 1992 por un total de 10 deportistas masculinos que compitieron en 2 deportes.
El equipo olímpico bareiní no obtuvo ninguna medalla en estos Juegos.